# Giacomo Gaglione
(da Giacomo Gaglione - La sofferenza vinta dall'amore, p.79)
Giacomo Gaglione (Marcianise, 20 luglio 1896 – Capodrise, 28 maggio 1962) è stato un laico cattolico italiano terziario Francescano,  fondatore dell'associazione L'Apostolato della Sofferenza; il 3 aprile 2009 papa Benedetto XVI lo ha proclamato venerabile e la Congregazione per le Cause dei Santi ne ha aperto il processo di beatificazione.

## Biografia

1954: Giacomo Gaglione riceve la comunione da Padre Pio.

Nacque a Marcianise, in provincia di Caserta da una famiglia benestante. Era il primogenito di dieci figli. Si iscrisse al ginnasio di Caserta, per seguire la professione forense del padre.
Nel giugno del 1912 mentre si accingeva a sostenere l'esame per la licenza ginnasiale, avvertì i primi sintomi della malattia che lo avrebbe portato, tra l'altro, a non poter essere più in grado di camminare, gli fu diagnosticata una poliartrite reumatoide deformante (spondilite anchilosante o malattia di Bechterew - Pierre Marie - Strümpell). Inutili le varie cure a cui si sottopose: fanghi bollenti, operazione chirurgica, trazione ortopedica.
Nel 1919 si recò da Padre Pio con la speranza di ottenere una guarigione, ma al contrario questo incontro lo portò ad accettare la sua malattia come missione cristiana. Divenne figlio spirituale del frate, il quale continuò a guidarlo e ad assisterlo anche con il dono della bilocazione. Nel gennaio del 1921, fu visitato dal medico, poi divenuto santo, Giuseppe Moscati e nell'agosto dello stesso anno diventò terziario Francescano facendone professione l'anno seguente, prendendo il nome di Francesco, in venerazione di Francesco d'Assisi.
Nell'agosto del 1929, dopo 17 anni di immobilità, compì il primo dei suoi nove pellegrinaggi a Lourdes, un'esperienza che poi diventò il suo primo libro: Il pellegrinaggio di un'anima. Lì fondò "L'apostolato della sofferenza", una «fratellanza spirituale» concepita per convincere i malati "che sono i prediletti dal Signore". L'istituzione trovò l'appoggio del vescovo di Caserta, mons. Natale Gabriele Moriondo, il fondatore fu ricevuto da Papa Pio XI, che lo nominò cavaliere Pro Ecclesia et Pontifice, mentre nel novembre del 1944, Pio XII, lo nominò commendatore all'Ordine di San Silvestro.
Dal 1952 l'Apostolato ebbe il suo periodico: Ostie sul mondo. In quel periodo uscì il suo secondo libro: Allo specchio della mia anima.
Il 20 ottobre 1961 fu pubblicato il suo ultimo volume: 50 anni di croce per saper sorridere.
Morì il 28 maggio 1962, il giorno successivo si celebrò il funerale, a cui parteciparono molte persone giunte da tutta l'Italia. Nel 1965 per volontà di autorità ecclesiastiche la salma fu traslata nella chiesa parrocchiale di Sant'Andrea a Capodrise.
Durante l'udienza generale con Giovanni Paolo II il 13 maggio 1998, il papa rivolse un saluto ai membri dell'Apostolato della sofferenza, giunti a piazza San Pietro con il vescovo Raffaele Nogaro, per celebrare il cinquantesimo anniversario dell'istituzione.
In occasione del 50º anniversario dalla morte, nel mese di maggio 2012, la diocesi di Caserta ha tenuto un convegno e una mostra sulla sua vita.

## Le opere
- Il pellegrinaggio di un'anima, 1930.
- Aiuti fraterni agli ammalati, 1932.
- Per aspera ad astra, 1935.
- Adveniat Regnum tuum! (Comunioni spirituali), 1936.
- Ostie con l'Ostia, 1938.
- Monstra te esse Matrem!, 1939.
- Itinerario Lauretano, 1940.
- Piccolo catechismo dell'«Apostolato della Sofferenza», 1950.
- Statuto e Regolamento con brevi cenni delle origini e dello spirito dell'Opera, 1951.
- Allo specchio della mia anima, 1957.
- 50 anni di croce per saper sorridere, 1961.
- Non vi inquietate!, 1970 (Postumo).
- 100 lettere di Giacomo Gaglione, 1970.
- 100 pensieri di Giacomo Gaglione, a cura di Adolfo L'Arco, 1972.

### Trittico eucaristico
- Ora di adorazione per il Papa, 1949.
- Con Maria innanzi a Gesù Ostia, 1951.
- Ostie con l'Ostia, 1958

### Rubriche in «Ostie sul Mondo» periodico dell'Apostolato della Sofferenza
- Mariana (1954).
- Cristo viene sempre (1955).
- Lettera del Segretario (fino al n. 3/962), e scritti vari in ogni numero.